# Lista över fornlämningar i Ängelholms kommun
Lista över fornlämningar i Ängelholms kommun är en förteckning av ett urval av de fornlämningar som finns i Ängelholms kommun.

## Ausås
| Namn      | Lämningstyp | Tillkomsttid | Historisk indelning | Plats | Läge                 | ID-nr          | Bild                                 |
| --------- | ----------- | ------------ | ------------------- | ----- | -------------------- | -------------- | ------------------------------------ |
| Ausås 4:1 | Borg        |              | Ausås, Skåne        |       | 56.191307, 12.888375 | 10102300040001 | Ladda upp en bild av detta fornminne |

## Barkåkra
| Namn                             | Lämningstyp                 | Tillkomsttid | Historisk indelning | Plats | Läge                 | ID-nr          | Bild                                      |
| -------------------------------- | --------------------------- | ------------ | ------------------- | ----- | -------------------- | -------------- | ----------------------------------------- |
| Barkåkra 1:1                     | Hög                         |              | Barkåkra, Skåne     |       | 56.334599, 12.839962 | 10102400010001 | Ladda upp en bild av detta fornminne      |
| Varehög (Barkåkra 3:1)           | Hög                         |              | Barkåkra, Skåne     |       | 56.303082, 12.782889 | 10102400030001 | Ladda upp en bild av detta fornminne      |
| Barkåkra 4:1                     | Hög                         |              | Barkåkra, Skåne     |       | 56.298128, 12.806326 | 10102400040001 | Ladda upp en bild av detta fornminne      |
| Bökehögar (Barkåkra 5:1)         | Hög                         |              | Barkåkra, Skåne     |       | 56.299649, 12.803504 | 10102400050001 | Ladda upp en bild av detta fornminne      |
| Bökehögar (Barkåkra 5:2)         | Hög                         |              | Barkåkra, Skåne     |       | 56.299852, 12.804013 | 10102400050002 | Ladda upp en bild av detta fornminne      |
| Barkåkra 6:1                     | Hög                         |              | Barkåkra, Skåne     |       | 56.296805, 12.812971 | 10102400060001 | Ladda upp en bild av detta fornminne      |
| Barkåkra 6:2                     | Hög                         |              | Barkåkra, Skåne     |       | 56.296892, 12.812733 | 10102400060002 | Ladda upp en bild av detta fornminne      |
| Barkåkra 7:1                     | Hög                         |              | Barkåkra, Skåne     |       | 56.296102, 12.815479 | 10102400070001 | Ladda upp en bild av detta fornminne      |
| Barkåkra 8:1                     | Hög                         |              | Barkåkra, Skåne     |       | 56.295407, 12.814660 | 10102400080001 | Ladda upp en bild av detta fornminne      |
| Barkåkra 9:1                     | Hög                         |              | Barkåkra, Skåne     |       | 56.294479, 12.816005 | 10102400090001 | Ladda upp en bild av detta fornminne      |
| Barkåkra 10:1                    | Hög                         |              | Barkåkra, Skåne     |       | 56.295058, 12.817351 | 10102400100001 | Ladda upp en bild av detta fornminne      |
| Barkåkra 11:1                    | Hög                         |              | Barkåkra, Skåne     |       | 56.293582, 12.817403 | 10102400110001 | Ladda upp en bild av detta fornminne      |
| Barkåkra 11:2                    | Hög                         |              | Barkåkra, Skåne     |       | 56.293650, 12.818203 | 10102400110002 | Ladda upp en bild av detta fornminne      |
| Barkåkra 12:1                    | Hög                         |              | Barkåkra, Skåne     |       | 56.297796, 12.816745 | 10102400120001 | Ladda upp en bild av detta fornminne      |
| Barkåkra 15:1                    | Hög                         |              | Barkåkra, Skåne     |       | 56.292248, 12.820778 | 10102400150001 | Ladda upp en bild av detta fornminne      |
| Barkåkra 15:2                    | Hög                         |              | Barkåkra, Skåne     |       | 56.291834, 12.821430 | 10102400150002 | Ladda upp en bild av detta fornminne      |
| Skellarhögen (Barkåkra 18:1)     | Hög                         |              | Barkåkra, Skåne     |       | 56.284483, 12.841628 | 10102400180001 | Ladda upp en bild av detta fornminne      |
| Barkåkra 19:1                    | Hög                         |              | Barkåkra, Skåne     |       | 56.285834, 12.847936 | 10102400190001 | Ladda upp en bild av detta fornminne      |
| Barkåkra 20:1                    | Röse                        |              | Barkåkra, Skåne     |       | 56.286685, 12.845864 | 10102400200001 | Ladda upp en bild av detta fornminne      |
| Ekhögen (Barkåkra 21:1)          | Hög                         |              | Barkåkra, Skåne     |       | 56.289929, 12.842990 | 10102400210001 | Ladda upp en bild av detta fornminne      |
| Snöfleshög (Barkåkra 22:1)       | Hög                         |              | Barkåkra, Skåne     |       | 56.286035, 12.838615 | 10102400220001 | Ladda upp en bild av detta fornminne      |
| Barkåkra 23:1                    | Hög                         |              | Barkåkra, Skåne     |       | 56.283577, 12.843340 | 10102400230001 | Ladda upp en bild av detta fornminne      |
| Barkåkra 26:1                    | Hög                         |              | Barkåkra, Skåne     |       | 56.283816, 12.834882 | 10102400260001 | Ladda upp en bild av detta fornminne      |
| Barkåkra 26:2                    | Stensättning                |              | Barkåkra, Skåne     |       | 56.284160, 12.835121 | 10102400260002 | Ladda upp en bild av detta fornminne      |
| Barkåkra 27:1                    | Stensättning                |              | Barkåkra, Skåne     |       | 56.282471, 12.837000 | 10102400270001 | Ladda upp en bild av detta fornminne      |
| Barkåkra 28:1                    | Hög                         |              | Barkåkra, Skåne     |       | 56.279990, 12.841561 | 10102400280001 | Ladda upp en bild av detta fornminne      |
| Barkåkra 28:2                    | Hög                         |              | Barkåkra, Skåne     |       | 56.279634, 12.842278 | 10102400280002 | Ladda upp en bild av detta fornminne      |
| Barkåkra 29:1                    | Hög                         |              | Barkåkra, Skåne     |       | 56.277244, 12.845947 | 10102400290001 | Ladda upp en bild av detta fornminne      |
| Barkåkra 30:1                    | Hög                         |              | Barkåkra, Skåne     |       | 56.276268, 12.845194 | 10102400300001 | Ladda upp en bild av detta fornminne      |
| Barkåkra 31:1                    | Hög                         |              | Barkåkra, Skåne     |       | 56.274300, 12.846829 | 10102400310001 | Ladda upp en bild av detta fornminne      |
| Ramnahög (Barkåkra 33:1)         | Hög                         |              | Barkåkra, Skåne     |       | 56.279018, 12.850840 | 10102400330001 | Ladda upp en bild av detta fornminne      |
| Barkåkra 34:1                    | Hög                         |              | Barkåkra, Skåne     |       | 56.280799, 12.846638 | 10102400340001 | Ladda upp en bild av detta fornminne      |
| Barkåkra 35:1                    | Hög                         |              | Barkåkra, Skåne     |       | 56.279766, 12.857086 | 10102400350001 | Ladda upp en bild av detta fornminne      |
| Barkåkra 36:1                    | Hög                         |              | Barkåkra, Skåne     |       | 56.280949, 12.854740 | 10102400360001 | Ladda upp en bild av detta fornminne      |
| Barkåkra 38:1                    | Hög                         |              | Barkåkra, Skåne     |       | 56.273442, 12.855224 | 10102400380001 | Ladda upp en bild av detta fornminne      |
| Skvalterhög (Barkåkra 39:1)      | Hög                         |              | Barkåkra, Skåne     |       | 56.276260, 12.858861 | 10102400390001 | Ladda upp en bild av detta fornminne      |
| Luntertuns kyrka (Barkåkra 40:1) | Kyrka/kapell                |              | Barkåkra, Skåne     |       | 56.266659, 12.852338 | 10102400400001 | Ladda upp en till bild av detta fornminne |
| Barkåkra 41:1                    | Fästning/skans              |              | Barkåkra, Skåne     |       | 56.265884, 12.861130 | 10102400410001 | Ladda upp en bild av detta fornminne      |
| Ormhög (Barkåkra 42:1)           | Hög                         |              | Barkåkra, Skåne     |       | 56.267355, 12.871450 | 10102400420001 | Ladda upp en bild av detta fornminne      |
| Enge stenen (Barkåkra 43:1)      | Hällristning                |              | Barkåkra, Skåne     |       | 56.305879, 12.850823 | 10102400430001 | Ladda upp en bild av detta fornminne      |
| Barkåkra 54:1                    | Hög                         |              | Barkåkra, Skåne     |       | 56.268625, 12.847940 | 10102400540001 | Ladda upp en bild av detta fornminne      |
| Barkåkra 59:1                    | Hällristning                |              | Barkåkra, Skåne     |       | 56.335014, 12.843989 | 10102400590001 | Ladda upp en bild av detta fornminne      |
| Barkåkra 73:1                    | Hög                         |              | Barkåkra, Skåne     |       | 56.270622, 12.848755 | 10102400730001 | Ladda upp en bild av detta fornminne      |
| Barkåkra 105:1                   | Hög                         |              | Barkåkra, Skåne     |       | 56.295733, 12.816619 | 10102401050001 | Ladda upp en bild av detta fornminne      |
| Barkåkra 122:1                   | Hög                         |              | Barkåkra, Skåne     |       | 56.298004, 12.807573 | 10102401220001 | Ladda upp en bild av detta fornminne      |
| Barkåkra 122:2                   | Hög                         |              | Barkåkra, Skåne     |       | 56.297895, 12.808315 | 10102401220002 | Ladda upp en bild av detta fornminne      |
| Barkåkra 134:1                   | Grav markerad av sten/block |              | Barkåkra, Skåne     |       | 56.294904, 12.810388 | 10102401340001 | Ladda upp en bild av detta fornminne      |
| Barkåkra 138:1                   | Röse                        |              | Barkåkra, Skåne     |       | 56.286761, 12.843102 | 10102401380001 | Ladda upp en bild av detta fornminne      |

## Hjärnarp
| Namn                            | Lämningstyp      | Tillkomsttid | Historisk indelning | Plats | Läge                 | ID-nr          | Bild                                      |
| ------------------------------- | ---------------- | ------------ | ------------------- | ----- | -------------------- | -------------- | ----------------------------------------- |
| Harabacken (Hjärnarp 3:1)       | Hög              |              | Hjärnarp, Skåne     |       | 56.318332, 12.889154 | 10105800030001 | Ladda upp en bild av detta fornminne      |
| Hjärnarp 8:1                    | Stensättning     |              | Hjärnarp, Skåne     |       | 56.337404, 12.908058 | 10105800080001 | Ladda upp en bild av detta fornminne      |
| Hjärnarp 8:2                    | Stensättning     |              | Hjärnarp, Skåne     |       | 56.337365, 12.907809 | 10105800080002 | Ladda upp en bild av detta fornminne      |
| Hjärnarp 9:1                    | Stensättning     |              | Hjärnarp, Skåne     |       | 56.337161, 12.903355 | 10105800090001 | Ladda upp en bild av detta fornminne      |
| Hjärnarp 9:2                    | Stensättning     |              | Hjärnarp, Skåne     |       | 56.337027, 12.903322 | 10105800090002 | Ladda upp en bild av detta fornminne      |
| Hjärnarp 9:3                    | Stensättning     |              | Hjärnarp, Skåne     |       | 56.337031, 12.903169 | 10105800090003 | Ladda upp en bild av detta fornminne      |
| Hjärnarp 9:4                    | Röse             |              | Hjärnarp, Skåne     |       | 56.336839, 12.903262 | 10105800090004 | Ladda upp en bild av detta fornminne      |
| Hjärnarp 12:1                   | Hög              |              | Hjärnarp, Skåne     |       | 56.335210, 12.888609 | 10105800120001 | Ladda upp en bild av detta fornminne      |
| Hjärnarp 13:1                   | Stensättning     |              | Hjärnarp, Skåne     |       | 56.336291, 12.886149 | 10105800130001 | Ladda upp en bild av detta fornminne      |
| Hjärnarp 16:1                   | Stensättning     |              | Hjärnarp, Skåne     |       | 56.342694, 12.875377 | 10105800160001 | Ladda upp en bild av detta fornminne      |
| Hjärnarp 20:1                   | Begravningsplats |              | Hjärnarp, Skåne     |       | 56.339085, 12.867976 | 10105800200001 | Ladda upp en bild av detta fornminne      |
| Postrånarstenen (Hjärnarp 24:1) | Minnesmärke      |              | Hjärnarp, Skåne     |       | 56.363855, 12.907569 | 10105800240001 | Ladda upp en till bild av detta fornminne |
| Hjärnarp 33:1                   | Röse             |              | Hjärnarp, Skåne     |       | 56.348324, 12.933546 | 10105800330001 | Ladda upp en bild av detta fornminne      |
| Hjärnarp 37:1                   | Minnesmärke      |              | Hjärnarp, Skåne     |       | 56.351706, 12.926926 | 10105800370001 | Ladda upp en bild av detta fornminne      |
| Hjärnarp 74:1                   | Stensättning     |              | Hjärnarp, Skåne     |       | 56.338710, 12.905056 | 10105800740001 | Ladda upp en bild av detta fornminne      |
| Hjärnarp 78:1                   | Minnesmärke      |              | Hjärnarp, Skåne     |       | 56.297010, 12.872184 | 10105800780001 | Ladda upp en till bild av detta fornminne |
| Hjärnarp 83:1                   | Stensättning     |              | Hjärnarp, Skåne     |       | 56.362047, 12.958624 | 10105800830001 | Ladda upp en bild av detta fornminne      |
| Hjärnarp 94:1                   | Stensättning     |              | Hjärnarp, Skåne     |       | 56.338845, 12.887770 | 10105800940001 | Ladda upp en bild av detta fornminne      |
| Hjärnarp 127                    | Stensättning     |              | Hjärnarp, Skåne     |       | 56.340194, 12.998324 | 12000000088188 | Ladda upp en bild av detta fornminne      |

## Höja
| Namn      | Lämningstyp | Tillkomsttid | Historisk indelning | Plats | Läge                 | ID-nr          | Bild                                 |
| --------- | ----------- | ------------ | ------------------- | ----- | -------------------- | -------------- | ------------------------------------ |
| Höja 14:1 | Hög         |              | Höja, Skåne         |       | 56.220821, 12.935937 | 10106500140001 | Ladda upp en bild av detta fornminne |

## Munka-Ljungby
| Namn                              | Lämningstyp  | Tillkomsttid | Historisk indelning  | Plats | Läge                 | ID-nr          | Bild                                 |
| --------------------------------- | ------------ | ------------ | -------------------- | ----- | -------------------- | -------------- | ------------------------------------ |
| Mysingebacken (Munka-Ljungby 2:1) | Röse         |              | Munka-Ljungby, Skåne |       | 56.270770, 13.048080 | 10108900020001 | Ladda upp en bild av detta fornminne |
| Munka-Ljungby 7:1                 | Hällristning |              | Munka-Ljungby, Skåne |       | 56.251877, 13.013611 | 10108900070001 | Ladda upp en bild av detta fornminne |
| Munka-Ljungby 63:1                | Stensättning |              | Munka-Ljungby, Skåne |       | 56.243687, 13.027125 | 10108900630001 | Ladda upp en bild av detta fornminne |
| Munka-Ljungby 65:1                | Stensättning |              | Munka-Ljungby, Skåne |       | 56.266209, 13.059409 | 10108900650001 | Ladda upp en bild av detta fornminne |
| Munka-Ljungby 138                 | Röse         |              | Munka-Ljungby, Skåne |       | 56.269239, 13.078292 | 12000000060065 | Ladda upp en bild av detta fornminne |
| Munka-Ljungby 249                 | Röse         |              | Munka-Ljungby, Skåne |       | 56.266369, 13.059833 | 12000000061010 | Ladda upp en bild av detta fornminne |
| Munka-Ljungby 260                 | Hällristning |              | Munka-Ljungby, Skåne |       | 56.266130, 13.059962 | 12000000061459 | Ladda upp en bild av detta fornminne |

## Starby
| Namn                   | Lämningstyp | Tillkomsttid | Historisk indelning | Plats | Läge                 | ID-nr          | Bild                                 |
| ---------------------- | ----------- | ------------ | ------------------- | ----- | -------------------- | -------------- | ------------------------------------ |
| Runde hög (Starby 1:1) | Hög         |              | Starby, Skåne       |       | 56.182454, 12.991680 | 10111900010001 | Ladda upp en bild av detta fornminne |

## Strövelstorp
| Namn                            | Lämningstyp                 | Tillkomsttid | Historisk indelning | Plats | Läge                 | ID-nr          | Bild                                 |
| ------------------------------- | --------------------------- | ------------ | ------------------- | ----- | -------------------- | -------------- | ------------------------------------ |
| Signethögen (Strövelstorp 5:1)  | Hög                         |              | Strövelstorp, Skåne |       | 56.218321, 12.817764 | 10112200050001 | Ladda upp en bild av detta fornminne |
| Signethögen (Strövelstorp 5:2)  | Hög                         |              | Strövelstorp, Skåne |       | 56.218089, 12.817223 | 10112200050002 | Ladda upp en bild av detta fornminne |
| Strövelstorp 8:1                | Hög                         |              | Strövelstorp, Skåne |       | 56.201562, 12.824563 | 10112200080001 | Ladda upp en bild av detta fornminne |
| Bockastenen (Strövelstorp 9:1)  | Grav markerad av sten/block |              | Strövelstorp, Skåne |       | 56.197228, 12.834462 | 10112200090001 | Ladda upp en bild av detta fornminne |
| Åkrokshögen (Strövelstorp 13:1) | Hög                         |              | Strövelstorp, Skåne |       | 56.208050, 12.811905 | 10112200130001 | Ladda upp en bild av detta fornminne |
| Strövelstorp 16:1               | Stenkrets                   |              | Strövelstorp, Skåne |       | 56.193849, 12.868625 | 10112200160001 | Ladda upp en bild av detta fornminne |
| Strövelstorp 30:1               | Hällristning                |              | Strövelstorp, Skåne |       | 56.226263, 12.831857 | 10112200300001 | Ladda upp en bild av detta fornminne |
| Strövelstorp 45:1               | Grav- och boplatsområde     |              | Strövelstorp, Skåne |       | 56.225021, 12.838300 | 10112200450001 | Ladda upp en bild av detta fornminne |
| Strövelstorp 54:1               | Kvarn                       |              | Strövelstorp, Skåne |       | 56.204908, 12.813396 | 10112200540001 | Ladda upp en bild av detta fornminne |
| Strövelstorp 96:1               | Begravningsplats            |              | Strövelstorp, Skåne |       | 56.168206, 12.837230 | 10112200960001 | Ladda upp en bild av detta fornminne |

## Tåssjö
| Namn                   | Lämningstyp | Tillkomsttid | Historisk indelning | Plats | Läge                 | ID-nr          | Bild                                 |
| ---------------------- | ----------- | ------------ | ------------------- | ----- | -------------------- | -------------- | ------------------------------------ |
| Tåssjö 3:1             | Borg        |              | Tåssjö, Skåne       |       | 56.314691, 13.092363 | 10113200030001 | Ladda upp en bild av detta fornminne |
| Lillehög (Tåssjö 46:1) | Hög         |              | Tåssjö, Skåne       |       | 56.273595, 13.126822 | 10113200460001 | Ladda upp en bild av detta fornminne |

## Tåstarp
| Namn                        | Lämningstyp  | Tillkomsttid | Historisk indelning | Plats | Läge                 | ID-nr          | Bild                                      |
| --------------------------- | ------------ | ------------ | ------------------- | ----- | -------------------- | -------------- | ----------------------------------------- |
| Tåstarp 1:1                 | Hög          |              | Tåstarp, Skåne      |       | 56.277518, 12.950088 | 10113300010001 | Ladda upp en bild av detta fornminne      |
| Tåstarp 3:1                 | Stensättning |              | Tåstarp, Skåne      |       | 56.286890, 12.932006 | 10113300030001 | Ladda upp en bild av detta fornminne      |
| Tåstarp 4:1                 | Hög          |              | Tåstarp, Skåne      |       | 56.287579, 12.934161 | 10113300040001 | Ladda upp en bild av detta fornminne      |
| Ekebjärsknall (Tåstarp 5:1) | Stensättning |              | Tåstarp, Skåne      |       | 56.288210, 12.935383 | 10113300050001 | Ladda upp en bild av detta fornminne      |
| Tåstarp 7:1                 | Röse         |              | Tåstarp, Skåne      |       | 56.288066, 12.942217 | 10113300070001 | Ladda upp en bild av detta fornminne      |
| Tåstarp 7:2                 | Röse         |              | Tåstarp, Skåne      |       | 56.288016, 12.942603 | 10113300070002 | Ladda upp en bild av detta fornminne      |
| Tåstarp 8:1                 | Hällristning |              | Tåstarp, Skåne      |       | 56.286426, 12.944014 | 10113300080001 | Ladda upp en bild av detta fornminne      |
| Vallen (Tåstarp 12:1)       | Borg         |              | Tåstarp, Skåne      |       | 56.266321, 12.910727 | 10113300120001 | Ladda upp en till bild av detta fornminne |
| Tåstarp 19:1                | Hög          |              | Tåstarp, Skåne      |       | 56.269418, 12.929334 | 10113300190001 | Ladda upp en bild av detta fornminne      |
| Tåstarp 19:2                | Hög          |              | Tåstarp, Skåne      |       | 56.269421, 12.929874 | 10113300190002 | Ladda upp en bild av detta fornminne      |
| Tåstarp 50:1                | Gravfält     |              | Tåstarp, Skåne      |       | 56.291363, 12.932256 | 10113300500001 | Ladda upp en bild av detta fornminne      |
| Tåstarp 65:1                | Stensättning |              | Tåstarp, Skåne      |       | 56.287919, 12.936722 | 10113300650001 | Ladda upp en bild av detta fornminne      |
| Tåstarp 227                 | Hällristning |              | Tåstarp, Skåne      |       | 56.285905, 12.980737 | 12000000133570 | Ladda upp en bild av detta fornminne      |

## Ängelholm
| Namn                        | Lämningstyp             | Tillkomsttid | Historisk indelning | Plats | Läge                 | ID-nr          | Bild                                 |
| --------------------------- | ----------------------- | ------------ | ------------------- | ----- | -------------------- | -------------- | ------------------------------------ |
| Rönneholm (Ängelholm 4:1)   | Fästning/skans          |              | Ängelholm, Skåne    |       | 56.262807, 12.858426 | 10115400040001 | Ladda upp en bild av detta fornminne |
| Ängelholm 12:1              | Stensättning            |              | Ängelholm, Skåne    |       | 56.267769, 12.878896 | 10115400120001 | Ladda upp en bild av detta fornminne |
| Ängelholm 14:1              | Hög                     |              | Ängelholm, Skåne    |       | 56.264640, 12.879327 | 10115400140001 | Ladda upp en bild av detta fornminne |
| Ängelholm 15:1              | Hög                     |              | Ängelholm, Skåne    |       | 56.264219, 12.881768 | 10115400150001 | Ladda upp en bild av detta fornminne |
| Ugglehög (Ängelholm 20:1)   | Hög                     |              | Ängelholm, Skåne    |       | 56.263503, 12.884590 | 10115400200001 | Ladda upp en bild av detta fornminne |
| Ängelholm 25:1              | Hög                     |              | Ängelholm, Skåne    |       | 56.266394, 12.882329 | 10115400250001 | Ladda upp en bild av detta fornminne |
| Torhögen (Ängelholm 34:1)   | Hög                     |              | Ängelholm, Skåne    |       | 56.259452, 12.889592 | 10115400340001 | Ladda upp en bild av detta fornminne |
| Espeshögen (Ängelholm 47:1) | Hög                     |              | Ängelholm, Skåne    |       | 56.226223, 12.832234 | 10115400470001 | Ladda upp en bild av detta fornminne |
| Ängelholm 55:1              | Grav- och boplatsområde |              | Ängelholm, Skåne    |       | 56.263479, 12.878886 | 10115400550001 | Ladda upp en bild av detta fornminne |

## Össjö
| Namn                     | Lämningstyp                 | Tillkomsttid | Historisk indelning | Plats | Läge                 | ID-nr          | Bild                                      |
| ------------------------ | --------------------------- | ------------ | ------------------- | ----- | -------------------- | -------------- | ----------------------------------------- |
| Össjö 12:1               | Stensättning                |              | Össjö, Skåne        |       | 56.232038, 13.046909 | 10115900120001 | Ladda upp en bild av detta fornminne      |
| Össjö 13:1               | Stensättning                |              | Össjö, Skåne        |       | 56.225468, 13.064115 | 10115900130001 | Ladda upp en bild av detta fornminne      |
| Össjö 16:1               | Gravfält                    |              | Össjö, Skåne        |       | 56.222343, 13.043434 | 10115900160001 | Ladda upp en till bild av detta fornminne |
| Rolfshögen (Össjö 18:1)  | Hög                         |              | Össjö, Skåne        |       | 56.219835, 13.036808 | 10115900180001 | Ladda upp en bild av detta fornminne      |
| Rolfshögen (Össjö 18:2)  | Stensättning                |              | Össjö, Skåne        |       | 56.219798, 13.036926 | 10115900180002 | Ladda upp en bild av detta fornminne      |
| Össjö 20:1               | Gravfält                    |              | Össjö, Skåne        |       | 56.219180, 13.014469 | 10115900200001 | Ladda upp en bild av detta fornminne      |
| Össjö 21:1               | Hög                         |              | Össjö, Skåne        |       | 56.220653, 13.014182 | 10115900210001 | Ladda upp en bild av detta fornminne      |
| Össjö 22:1               | Stensättning                |              | Össjö, Skåne        |       | 56.217645, 13.015147 | 10115900220001 | Ladda upp en bild av detta fornminne      |
| Össjö 23:1               | Hög                         |              | Össjö, Skåne        |       | 56.213938, 13.019100 | 10115900230001 | Ladda upp en bild av detta fornminne      |
| Kyrkostenen (Össjö 24:1) | Grav markerad av sten/block |              | Össjö, Skåne        |       | 56.216517, 13.003968 | 10115900240001 | Ladda upp en bild av detta fornminne      |
| Össjö 26:1               | Hällristning                |              | Össjö, Skåne        |       | 56.227913, 13.030771 | 10115900260001 | Ladda upp en bild av detta fornminne      |
| Össjö 32:1               | Stensättning                |              | Össjö, Skåne        |       | 56.229473, 13.051305 | 10115900320001 | Ladda upp en bild av detta fornminne      |
| Össjö 32:2               | Stensättning                |              | Össjö, Skåne        |       | 56.229344, 13.051629 | 10115900320002 | Ladda upp en bild av detta fornminne      |
| Össjö 36:1               | Stensättning                |              | Össjö, Skåne        |       | 56.216527, 13.013871 | 10115900360001 | Ladda upp en bild av detta fornminne      |
| Össjö 36:2               | Stensättning                |              | Össjö, Skåne        |       | 56.216354, 13.014539 | 10115900360002 | Ladda upp en bild av detta fornminne      |
| Össjö 37:1               | Stensättning                |              | Össjö, Skåne        |       | 56.219871, 13.011625 | 10115900370001 | Ladda upp en bild av detta fornminne      |
| Össjö 38:1               | Stensättning                |              | Össjö, Skåne        |       | 56.212840, 13.016855 | 10115900380001 | Ladda upp en bild av detta fornminne      |
| Össjö 44:1               | Stensättning                |              | Össjö, Skåne        |       | 56.222239, 13.006205 | 10115900440001 | Ladda upp en bild av detta fornminne      |
| Nedre Mölla (Össjö 57:1) | Kvarn                       |              | Össjö, Skåne        |       | 56.210293, 13.022800 | 10115900570001 | Ladda upp en bild av detta fornminne      |
| Össjö 58:1               | Stensättning                |              | Össjö, Skåne        |       | 56.217535, 13.026662 | 10115900580001 | Ladda upp en bild av detta fornminne      |
| Össjö 64:1               | Stensättning                |              | Össjö, Skåne        |       | 56.227004, 13.045780 | 10115900640001 | Ladda upp en bild av detta fornminne      |
| Össjö 65:1               | Stensättning                |              | Össjö, Skåne        |       | 56.232337, 13.051111 | 10115900650001 | Ladda upp en bild av detta fornminne      |
| Össjö 74:1               | Stensättning                |              | Össjö, Skåne        |       | 56.222569, 13.055968 | 10115900740001 | Ladda upp en bild av detta fornminne      |
| Össjö 79:1               | Stensättning                |              | Össjö, Skåne        |       | 56.228039, 13.064634 | 10115900790001 | Ladda upp en bild av detta fornminne      |
| Össjö 114:1              | Hällristning                |              | Össjö, Skåne        |       | 56.222221, 13.008998 | 10115901140001 | Ladda upp en bild av detta fornminne      |
| Össjö 115:1              | Hög                         |              | Össjö, Skåne        |       | 56.222530, 13.002993 | 10115901150001 | Ladda upp en bild av detta fornminne      |
| Össjö 128:1              | Stensättning                |              | Össjö, Skåne        |       | 56.211253, 13.029178 | 10115901280001 | Ladda upp en bild av detta fornminne      |
| Övremölla (Össjö 129:1)  | Kvarn                       |              | Össjö, Skåne        |       | 56.211922, 13.031994 | 10115901290001 | Ladda upp en bild av detta fornminne      |
| Össjö 130:1              | Stensättning                |              | Össjö, Skåne        |       | 56.228602, 13.091750 | 10115901300001 | Ladda upp en bild av detta fornminne      |
| Össjö 132:1              | Röse                        |              | Össjö, Skåne        |       | 56.236661, 13.051807 | 10115901320001 | Ladda upp en bild av detta fornminne      |
| Össjö 133:1              | Stensättning                |              | Össjö, Skåne        |       | 56.230205, 13.049300 | 10115901330001 | Ladda upp en bild av detta fornminne      |
| Össjö 134:1              | Stensättning                |              | Össjö, Skåne        |       | 56.214438, 13.032563 | 10115901340001 | Ladda upp en bild av detta fornminne      |
| Össjö 134:2              | Stensättning                |              | Össjö, Skåne        |       | 56.214286, 13.032610 | 10115901340002 | Ladda upp en bild av detta fornminne      |
| Össjö 134:3              | Stensättning                |              | Össjö, Skåne        |       | 56.214304, 13.032848 | 10115901340003 | Ladda upp en bild av detta fornminne      |
| Össjö 134:4              | Stensättning                |              | Össjö, Skåne        |       | 56.214208, 13.032839 | 10115901340004 | Ladda upp en bild av detta fornminne      |
| Torskarehus (Össjö 235)  | Lägenhetsbebyggelse         |              | Össjö, Skåne        |       | 56.232259, 13.055660 | 12000000104195 | Ladda upp en bild av detta fornminne      |
| Össjö 253                | Stensättning                |              | Össjö, Skåne        |       | 56.217155, 13.025985 | 12000000104424 | Ladda upp en bild av detta fornminne      |
| Össjö 381                | Grav markerad av sten/block |              | Össjö, Skåne        |       | 56.246666, 13.108264 | 12000000105612 | Ladda upp en bild av detta fornminne      |
| Össjö 420                | Stensättning                |              | Össjö, Skåne        |       | 56.235497, 13.094975 | 12000000105712 | Ladda upp en bild av detta fornminne      |